# ام‌وی میرالدا
ام‌وی میرالدا (به انگلیسی: MV Miralda) یک کشتی بود. این کشتی در سال ۱۹۳۶ ساخته شد.